# الدقة (علوم الحاسوب)

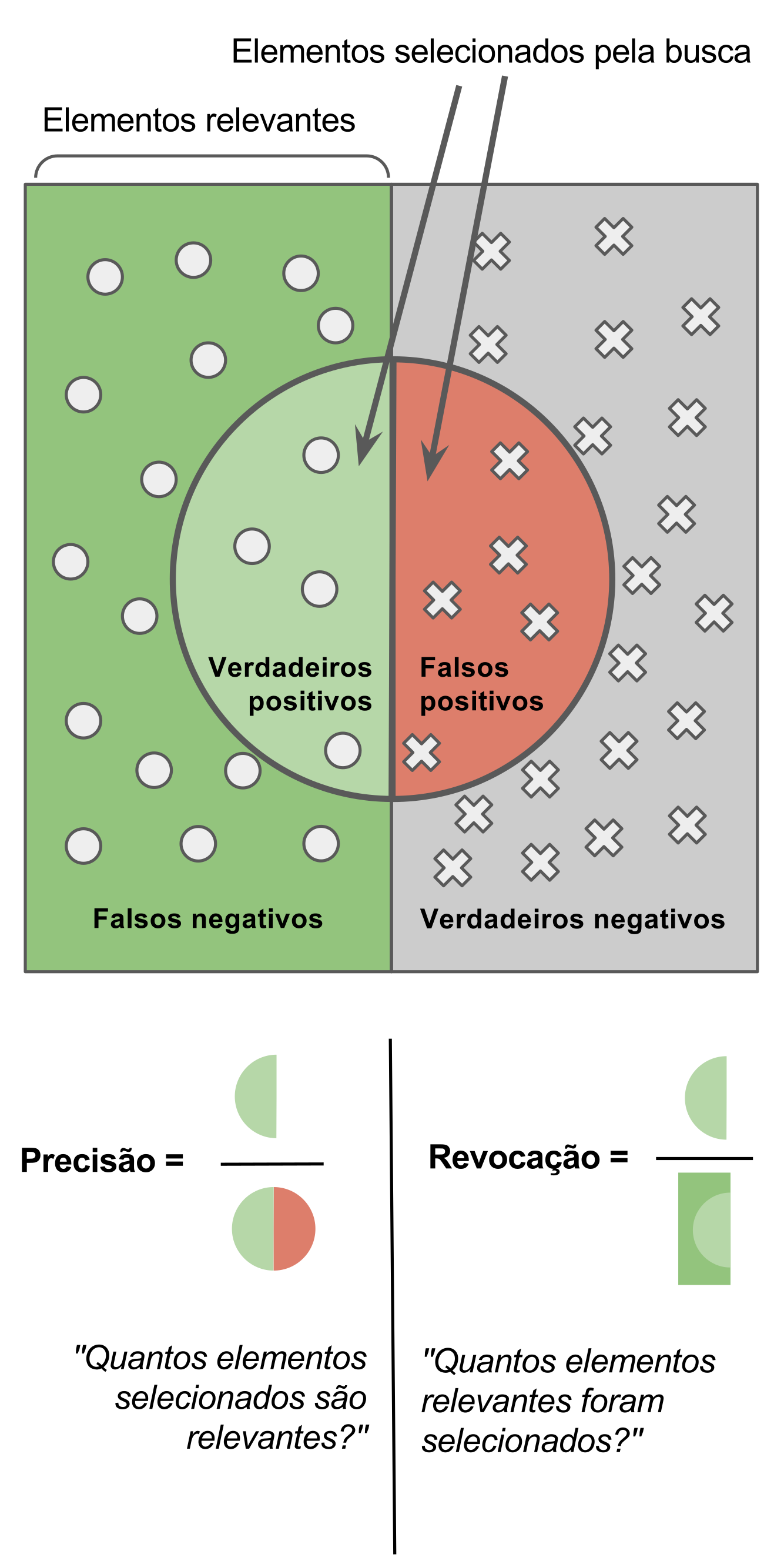
دقة حاسوبية

الدقة (علوم الحاسوب) في علوم الحاسوب، تعد دقة الكمية العددية مقياسًا للتفاصيل التي يتم التعبير عن الكمية بها. يقاس هذا عادة بالبت، ولكن في بعض الأحيان بالأرقام العشرية.

## التنسيقات
تنسيقات الدقة القياسية هي:
- نصف الدقة
- أحادي الدقة
- مزدوج الدقة
- رباعي الدقة
- ثماني الدقة

## خلفية
نادرًا ما يتم استخدام ثماني الدقة، حيث غالباً يتم استخدام أحادي الدقة ومزدوج الدقة على نطاق واسع ودعمها على جميع الأنظمة الأساسية تقريبًا. يتزايد استخدام نصف دقة خاصة في مجال تعلم الآلة نظرًا لأن العديد من خوارزميات تعلم الآلة تتحمل الأخطاء بطبيعتها.

## روابط خارجية
- Information Retrieval – C. J. van Rijsbergen 1979
- Computing Precision and Recall for a Multi-class Classification Problem